# Cedral (Costa Rica)
Cedral es una comunidad rural situada en el distrito de La Unión, cantón de Montes de Oro en la Provincia de Puntarenas, Costa Rica. Cedral está cerca de la Reserva Biológica Manuel Alberto Brenes.
Cedral ofrece un paisaje circundante montañoso, con bosques nubosos, y diferentes cascadas. 
Cedral cuenta con una iglesia histórica construida de madera en 1920, recientemente declarada Patrimonio Arquitectónico de Costa Rica; hay tres pulperías, un bazar, y un restaurante y bar. El colegio de Cedral fue fundado en 2001 y atrae a estudiantes de la zona norte del cantón y el distrito Arancibia de Puntarenas.

## Historia
El pueblo fue fundado en 1906 cuando la construcción de dos caminos desplazó a los campesinos de San Ramón y Palmares, y fueron atraídos por la promesa de tierra gratis. Cedral consiste en cuatro caseríos: San Francisco, Pueblo Nuevo, Ventanas, y Cedral Centro. El nombre Cedral fue adoptado en honor de los árboles cedros encontrados en los bosques nubosos alrededor del pueblo. La mayoría de los habitantes actuales son descendientes de las familias originales, y ellos ayudan a mantener una cultura local rica.

## Aspectos físicos

### Clima
La altitud varia entre 800 y 1.400 metros sobre el nivel del mar, creando una clima de transición de bosque nuboso. Las temperaturas medias están entre 15 °C durante la época lluviosa (desde mayo a enero) y 25 °C durante la época seca.

## Economía
La economía está basada en la agricultura y ganadería, con fincas orgánicas, ganado de leche y carne; producción de cerdos y los productos agrícolas como café, y hortalizas. En Cedral hay una actividad comercial menor, con presencia de ferretería, pulperías, restaurante y cabinas.

## Transporte
- Usando el bus público: El autobús parte de la estación de buses a San Carlos, específicamente el bus que se dirige a Miramar de Montes de Oro
- El bus hacia Cedral desde la localidad de Miramar de Montes de Oro, parte a Cedral de lunes a sábado a las 3:00 p. m.